# Rita Abrams
Rita Abrams (nacida el 30 de agosto de 1943) es una cantante, compositora, artista y escritora estadounidense.  Su canción "Mill Valley", grabada con niños de la escuela donde trabajaba, fue lanzada bajo el nombre Miss Abrams and the Strawberry Point Third Grade Class en 1970, convirtiéndose en un hit de los Billboard Hot 100  y nominada a un Grammy.  En 1980, Rita Abrams ganó un Emmy por la música de I Want It All Now, un documental de NBC acerca de la vida en Marin County, California.

## Vida y Carrera
Nació en Cleveland, Ohio, donde atendió a la Cleveland Heights High School y estudió piano clásico y teoría de la música en el Cleveland Institute of Music. Realizó sus estudios universitarios en Cincinnati y en Simmons College de Boston, graduándose como Licenciado en Literatura Inglesa de la Universidad de Míchigan. La Universidad de Boston le ofreció una beca para la Maestría en Educación Especial, la cual ejerció como profesora por dos años en Boston, una vez ya terminada.  En esta etapa, también empezó a escribir versos y canciones. Rita cantó con Three Faces of Eve, una banda de rock and roll conformada solamente por mujeres.
En 1968, se mudó a California y fue maestra en Strawberry Point School en Mill Valley, California. En la Navidad de 1969, escribió una canción sobre el pueblo para que los niños de preescolar la cantaran. El productor Erik Jacobsen la escuchó y grabó a Adams junto con los niños de tercer grado de la escuela. Erik llevó la canción a Warner Bros. Records donde los "hombres de traje se levantaron y dieron una gran ovación".  Lanzada en junio de 1970 en la compañía discográfica, la canción alcanzó el puesto # 90 de la lista pop de Billboard. Las fotos promocionales de los cantantes fueron tomadas por Annie Leibovitz. Rita Abrams apareció en varios programas de TV y en revistas nacionales. Asimismo, rechazó la oportunidad de un comercial de Jell-O.  Una actuación para la celebración del Día de la Independencia de los Estados Unidos en Mill Valley fue filmada por Francis Ford Coppola, que en ese entonces era un productor de documentales poco conocido.  La siguiente canción, "Buildin' a Heaven on Earth", fue escrita por el cantautor Norman Greenbaum.
Después del éxito de "Mill Valley", Abrams, Jacobsen y los niños grabaron y lanzaron el álbum titulado 'Miss Abrams and the Strawberry Point 4th Grade Class, ya que los niños ya habían pasado a un grado superior.  De acuerdo con el crítico Greg Adams, "Solamente los cínicos con un corazón muy duro no podrían encontrar gozo en esta pequeña obra maestra de pop suave de principios de los 70's."
Abrams dejó de ejercer como maestra para seguir la carrera de la música y escribir versos, que luego incluían canciones novedosas y canciones para niños, muchas fueron en colaboración con el Dr. Elmo (Elmo Shropshire), comerciales y tarjetas de felicitación.  Rita ganó un Emmy nacional en 1980 por escribir la música de I Want It All Now, un documental acerca de la vida en Marin County y ganó un Emmy regional en 1992 por Classic Stories for Children. En 1981 publicó un libro titulado At Your Age You're Having a What? The Advantages of Middle-Aged Motherhood.  También creó un musical basado en el libro de John Gray (psicología), "Los hombres son de Marte, las Mujeres son de Venus" y un show acerca de la vida en Marin County, For Whom The Bridge Tolls.
Actualmente, Rita Adams sigue viviendo en Mill Valley.

## Discografía

### Sencillos
- "Mill Valley" / "Happiest Day of My Life", Reprise 0928, 1970
- "Buildin' A Heaven On Earth" / "This Time Of Life", Reprise 0971, 1970[9]
- "Wonder" / "Floating Away", A&M 1263, 1971
- "Green Grass" / "Sweet Summertime", Reprise 1098, 1972
- "I Never Asked" / "Wonder", Reprise 1136, 1972
- "America (Let's Get Started Again)" / "Running in the Green Grass", Reprise 1322, 1975

### Álbumes
- Miss Abrams and the Strawberry Point 4th Grade Class, Reprise MS 2098, 1972[10]